# Gates of Oblivion
Albums de Dark Moor
The Hall of Olden Dreams
(2001) Dark Moor
(2003)
The Gates of Oblivion est le troisième album studio du groupe espagnol de power metal Dark Moor, sorti en 2002.

## Description
L'album est publié le 11 mars 2002. Il est bien accueilli par la presse spécialisée internationale,,,,,,,.

## Liste des titres
1. In the Heart of Stone - 4:36
2. A New World - 5:54
3. The Gates of Oblivion - 1:38
4. Nevermore - 4:43
5. Starsmaker (Elbereth) - 5:42
6. Mist in the Twilight - 0:50
7. By the Strange Path of Destiny - 5:46
8. The Night of the Age - 4:33
9. Your Symphony - 4:27
10. The Citadel of the Light - 1:10
11. A Truth for Me - 5:03
12. Dies Irae (Amadeus) - 11:09